# Складна черепаха африканська
Черепаха склáдна африканська (Pelusios castaneus) — вид черепах з роду Складні черепахи родини Пеломедузові черепахи. Інша назва «Західноафриканська мулова черепаха».

## Опис
Загальна довжина цієї черепахи коливається від 25 до 38 см. Карапакс у неї дещо витягнутий, овальний. Загальний тон забарвлення карапаксу коричнево—бурий, у центрі щитки темніші. Пластрон темно—бурий по краях й світлий у центрі. Спинна сторона лап, шиї і голови жовтувата з коричневим малюнком зі смуг та плям, черевна — світла, однотонна.

## Спосіб життя
Полюбляє різні водойми зі стоячою водою. Зустрічається навіть у тимчасових водоймах, і коли вони пересихають, подорожує на сотні метрів до найближчої водойми або перечікує посуху зарившись у мул. Це всеїдна черепаха, харчується здебільшого водними рослинами і великими безхребетними, а також рибою, молюсками, мишоподібними.
Самиця відкладає від 6 до 18 яєць. за сезон буває 2—3 кладки. Інкубаційний період триває від 76 до 84 діб.

## Розповсюдження
Це ендемік Африки. Мешкає у Гвінеї, Сенегалі, Мавританії, Нігерії, демократичній Республіці Конго, Малі, Камеруні, Габоні, Центрально-Африканській Республіці, Гамбії, Беніні, на о.Сан-Томе (Гвінейська затока).